# Zion (Hillsong United)
Zion è il terzo album studio degli Hillsong United. La produzione di questo album è iniziata nel marzo del 2011 a Sydney. Esso è acquistabile in versione standard (solo CD) e in versione deluxe (CD + DVD). L'album ha in poche settimane raggiunto il 1º posto sia nell'ARIA Albums Chart sia nell'US Christian Albums della rivista Billboard.

## Tracce
Edizione standard
1. Relentless (Matt Crocker & Joel Houston) - 5:09
2. Up in Arms (Joel Houston) - 4:27
3. Scandal of Grace (Matt Crocker & Joel Houston) - 4:05
4. Oceans (Where Feet May Fail) (Matt Crocker, Joel Houston & Salomon Ligthelm) - 8:55
5. Stay and Wait (Joel Houston) - 5:12
6. Mercy Mercy (Matt Crocker & Joel Houston) - 4:41
7. Love Is War (Joel Houston) - 7:15
8. Nothing Like Your Love (Sam Knock) - 5:51
9. Zion (interlude) (Michael Guyt Chislett, Sam Knock & Ben Tennikoff) - 3:31
10. Heartbeats (Michael Guyt Chislett, Matt Crocker & Ben Tennikoff) - 3:53
11. A Million Suns (Scott Ligertwood & Dean Ussher) - 5:05
12. Tapestry (Michael Guy Chislett, Matt Crocker, Joel Houston, Scott Ligertwood & Ben Tennikoff) - 4:42
13. King Of Heaven (Matt Crocker, Salomon Ligthelm & Ryan Taubert) - 5:28

Altre tracce presenti nell'edizione deluxe

14. Arise (Ryan Taubert & Steven Robertson) - 3:14
15. Mountain (Matt Crocker & Joel Houston) - 7:10
16. Mercy Mercy (Reloaded) (Matt Crocker & Joel Houston) - 4:10
17. Oceans (Where Feet May Fail) (Reloaded) (Matt Crocker, Joel Houston & Salomon Ligthelm) - 6:59
18. Stay and Wait (Joel Houston) - 5:11